# Corea del Sur en los Juegos Olímpicos de Seúl 1988
Corea del Sur estuvo representada en los Juegos Olímpicos de Seúl 1988 por un total de 401 deportistas, 269 hombres y 132 mujeres, que compitieron en 27 deportes.
El portador de la bandera en la ceremonia de apertura fue el judoka Cho Yong-Chul.

## Medallistas
El equipo olímpico sorcoreano obtuvo las siguientes medallas:
| Nombre                                      | Deporte             | Competición                      |
| ------------------------------------------- | ------------------- | -------------------------------- |
| Oro                                         |                     |                                  |
| Equipo                                      | Balonmano           | Torneo F                         |
| Kim Kwang-Sun                               | Boxeo               | 51 kg M                          |
| Park Si-Hun                                 | Boxeo               | 71 kg M                          |
| Kim Young-Nam                               | Lucha grecorromana  | 74 kg M                          |
| Han Myung-Woo                               | Lucha libre         | 82 kg M                          |
| Yoo Nam-Kyu                                 | Tenis de mesa       | Individual M                     |
| Kim Soo-Nyung                               | Tiro con arco       | Individual F                     |
| Kim Soo-Nyung Wang Hee-Kyung Yun Young-Sook | Tiro con arco       | Equipo F                         |
| Park Sung-Soo Chun In-Soo Lee Han-Sup       | Tiro con arco       | Equipo M                         |
| Hyun Jung-Hwa Yang Young-Ja                 | Tenis de mesa       | Dobles F                         |
| Kim Jae-Yup                                 | Judo                | –60 kg M                         |
| Lee Kyung-Keun                              | Judo                | –65 kg M                         |
| Plata                                       |                     |                                  |
| Equipo                                      | Balonmano           | Torneo M                         |
| Baik Hyun-Man                               | Boxeo               | 91 kg M                          |
| Chun Byung-Kwan                             | Halterofilia        | 52 kg M                          |
| Equipo                                      | Hockey sobre hierba | Torneo F                         |
| Kim Sung-Moon                               | Lucha grecorromana  | 68 kg M                          |
| Park Jang-Soon                              | Lucha libre         | 68 kg M                          |
| Kim Ki-Taik                                 | Tenis de mesa       | Individual M                     |
| Cha Young-Chul                              | Tiro                | Rifle en posición tendida 50 m M |
| Wang Hee-Kyung                              | Tiro con arco       | Individual F                     |
| Park Sung-Soo                               | Tiro con arco       | Individual M                     |
| Bronce                                      |                     |                                  |
| Lee Jae-Hyuk                                | Boxeo               | 57 kg M                          |
| Park Jong-Hoon                              | Gimnasia            | Salto de potro M                 |
| Lee Kyung-Kun                               | Halterofilia        | 82,5kg M                         |
| Lee Jae-Suk                                 | Lucha grecorromana  | 52 kg M                          |
| An Dae-Hyun                                 | Lucha grecorromana  | 62 kg M                          |
| Kim Sang-Kyu                                | Lucha grecorromana  | 82 kg M                          |
| Noh Kyung-Sun                               | Lucha libre         | 57 kg M                          |
| Kim Tae-Woo                                 | Lucha libre         | 90 kg M                          |
| Ahn Jae-Hyung Yoo Nam-Kyu                   | Tenis de mesa       | Dobles M                         |
| Yun Young-Sook                              | Tiro con arco       | Individual F                     |
| Cho Yong-Chul                               | Judo                | +95 kg M                         |